# Lionel Robbins
Lionel Robbins (1898–1984) – brytyjski ekonomista. Zajmował się teorią cykli koniunkturalnych oraz metodologią ekonomii. Był przedstawicielem nowszej szkoły wiedeńskiej. W latach 1929–1961 pełnił funkcję profesora London School of Economics and Political Sciences, a od 1956 roku także funkcję dyrektora Opery Królewskiej Covent Garden. Napisał pracę The Theory of Economic Policy.